# Thomas Schäuble
Thomas Schäuble (* 23. Juli 1948 in Hornberg; † 3. Januar 2013 in Gaggenau) war ein deutscher Jurist, Politiker der CDU und Manager.

## Leben

### Familie
Thomas Schäuble kam 1948 als jüngster von drei Söhnen des CDU-Politikers Karl Schäuble, der von 1947 bis 1952 Abgeordneter im badischen Landtag war, und dessen Frau Gertrud, geb. Göhring, zur Welt. 
Die Familie lebte in Hornberg/Schwarzwald im damaligen Landkreis Wolfach, wo Schäubles Vater als kaufmännischer Leiter einer Buntweberei und später als Steuerberater arbeitete.
Schäuble war verheiratet und hatte drei Kinder. Seine Frau Brigitte war von 2007 bis 2015 Bürgermeisterin (1. Beigeordnete) der Stadt Gaggenau. Sein Bruder war der CDU-Politiker, ehemalige Bundesfinanzminister und Präsident des Deutschen Bundestages Wolfgang Schäuble.

### Beruf und politische Karriere
Nach dem Abitur 1967 am Gymnasium in Hausach, dem heutigen Robert-Gerwig-Gymnasium, studierte Thomas Schäuble Rechtswissenschaft und Staatswissenschaft zuerst an der Albert-Ludwigs-Universität Freiburg, später an der FU Berlin. Nach seiner Promotion wurde er Richter am Verwaltungsgericht Freiburg.
1984 wechselte er in die Politik und wurde zum Oberbürgermeister der Stadt Gaggenau gewählt. Von 1988 bis 2004 war Thomas Schäuble Mitglied des Landtages von Baden-Württemberg für den Wahlkreis Rastatt. 1991 wurde er Verkehrsminister (Kabinett Teufel I), 1992 Justizminister (Kabinett Teufel II) und 1996 Innenminister, im Oktober/November 1998 gleichzeitig Minister für Umwelt und Verkehr. Ab 1999 war er Vorsitzender des Bundesfachausschusses Innenpolitik der Bundes-CDU, damit auch beratendes Mitglied im CDU-Bundesausschuss.
Nach dem Rücktritt seines Bruders Wolfgang Schäuble am 16. Februar 2000 vom Fraktions- und Parteivorsitz der CDU infolge der CDU-Spendenaffäre übte Thomas Schäuble öffentlich heftige Kritik an Helmut Kohl. Er warf diesem vor, die Erneuerung der CDU durch sein Beharren im Amt schwer behindert zu haben, und sprach sich dafür aus, juristisch gegen Kohl vorzugehen. Wörtlich sagte er: „Ich verabscheue Herrn Kohl, und da kann ich für die ganze Familie sprechen.“
Erwin Teufel, Ministerpräsident von 1991 bis 2005, hatte Schäuble zu seinem Nachfolger ausersehen. Er wollte aber keinen exakten Zeitpunkt für die Amtsübergabe nennen, was Schäuble kritisierte. Er trat im Juli 2004 von seinem Ministeramt zurück (Nachfolger als Innenminister wurde Heribert Rech) und wurde Alleinvorstand der landeseigenen Badischen Staatsbrauerei Rothaus. Er legte sein Abgeordnetenmandat zum 31. Juli 2004 nieder. Für ihn rückte Karl-Wolfgang Jägel ins Direktmandat (Landtagswahlkreis Rastatt) und damit in den Landtag nach.
Im Juli 2012 erlitt Schäuble auf einer Wanderung im Schwarzwald einen Herzinfarkt, von dem er nicht mehr genas. Er lag bis zu seinem Tod am 3. Januar 2013 im Wachkoma.

## Ehrungen
- Verdienstkreuz 1. Klasse des Verdienstordens der Bundesrepublik Deutschland[5]